# Benedicto se siente niña
Benedicto se siente niña es un cuento cuya autora es la cuentista y psicóloga Diane Rodríguez. Fue publicado por primera vez por la Asociación Silueta X, en Ecuador, en 2015.

## Antecedentes
El cuento es realizado a partir de la propia vivencia de Diane Rodríguez, mujer transgénero, quien fue registrada a su nacimiento como Luis Benedicto Rodríguez Zambrano. Sus nombres legales los cambio luego de una demanda contra el Estado Ecuatoriano, en el 2009.
El cuento también fue hecho en memoria de un caso de niñez trans, que la activista y psicóloga trató en el año 2014. Pero el motivo mayor para realizar el cuento, se dio en memoria de Leelah Alcorn, una adolescente trans que se suicidó en Ohio, Estados Unidos, luego de que sus padres no le reconocieran su identidad de género. Leelah en su carta hizo un llamado a los activistas a nivel mundial:

Mi muerte tiene que significar algo. Mi muerte debe ser contada en el número de trans que se suicidan este año. Quiero que alguien vea ese número y diga «esto está jodido» y lo arregle. Que arregle a la sociedad. Por favor.

Incluso, tanto la portada, como el personaje "Benedicto", se encuentran muy asociados a la imagen de la desaparecida Leelah Alcorn. Por ejemplo, resalta el tono de su cabello (lila) y la pose con su celular que fue difundida ampliamente.

## Argumento
El cuento narra sobre un aparente niño llamado Benedicto, que al parecer se siente incomprendido por su madre y padre. El cuento se desarrolla a partir de la vivencia de Benedicto al que le prohíben utilizar juguetes y prendas femeninas. Circunstancias como la burla y discriminación, son una parte sustancial del cuento. Finalmente, sus padres entienden su diferencia y lo aceptan. El cuento concluye felizmente con la aceptación de Benedicto tal como es, sin que necesariamente reconozcan que vaya a ser una persona trans.

## Estructura

### Escenario
El cuento usa varios escenarios, entre ellos, una casa común, cuarto de Benedicto, área de juegos, escuela y un parque asociado al Parque Samanes de Ecuador.

### Personajes

#### Principales
- Un niño que aparentemente no se identifica como niño que se llama Benedicto.

#### Secundarios
- Una madre que no comprende al principio la identidad de género o el posible juego de expresión de su hijo, llamada Teresa.

- Una padre que no comprende al principio la identidad de género o el posible juego de expresión de su hijo, llamado Carlos.

- Una profesora que no sabe tratar la diferencia de Benedicto.

- Compañeros y compañeras de escuela que inicialmente se burlan y discriminan a Benedicto debido a su identidad de género para después comprenderlo.

### Características
- La narración es omnisciente.

- El cuento contiene elementos propios de un cuento infantil: ambiente a la luz del día, espacios habituales para la niñez, relaciones con personas habituales propios de la niñez.

## Aval y apoyo
- Cuenta con el Aval de la Asociación Ecuatoriana de Psicólogos.[10]
- Cuenta con el apoyo de Hivos, Mama Cash y Astarea.[11]